# تل قصر خان
تل قصر خان مربوط به دوران‌های تاریخی پس از اسلام است و در شهرستان فسا، جاده فسا به داراب واقع شده و این اثر در تاریخ ۱۱ دی ۱۳۸۰ با شمارهٔ ثبت ۴۵۳۸ به‌عنوان یکی از آثار ملی ایران به ثبت رسیده است.